# 孫二娘

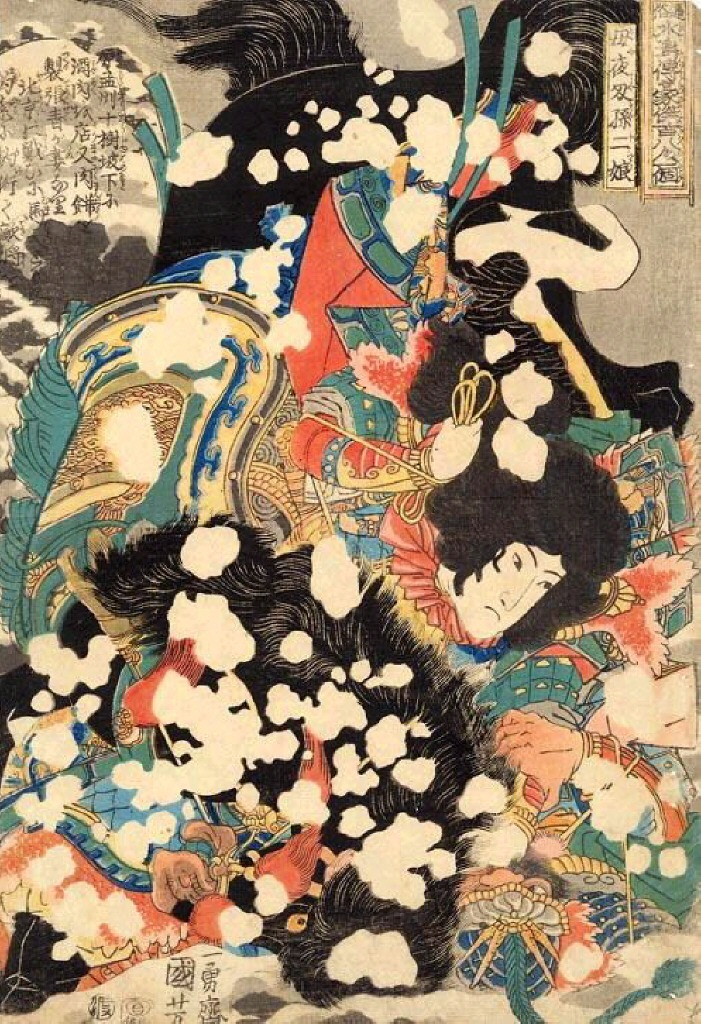
通俗水滸伝豪傑百八人之一個・母夜叉孫二娘

孫 二娘（そん じじょう）は、中国の小説で四大奇書の一つである『水滸伝』に出てくる登場人物。梁山泊第百三位の好漢で、地壮星の生まれ変わり。渾名は母夜叉（ぼやしゃ）。夫に張青がいる。張青は思慮深い人物だが孫二娘は荒々しい性格をしており、暴走しがちな孫二娘を張青が御するといった関係の夫婦。

## 生涯
追剥だった父から武芸を仕込まれる。入り婿の張青とともに孟州の十字坡で居酒屋を営み、この居酒屋で金目の物を持った旅人を殺して金品を奪い、遺体は肉饅頭の餡にして居酒屋で供していた。魯智深や武松も盛りつぶそうとしたことがある。張青とともに二竜山・さらに梁山泊へと仲間入りし夫婦で西山酒店を担当、戦では夫婦で潜入任務をこなしたり女兵を率いて戦ったりした。
方臘討伐の際の清渓県での戦いで、杜微の飛刀に当たって戦死した。